# Chindongo
Genre
Chindongo est un genre de poissons d'eau douce téléostéens de la famille des Cichlidae (ordre des Cichliformes).

## Répartition
Les espèces du genre Chindongo sont endémiques du lac Malawi.

## Description
Les espèces du genre Chindongo sont des poissons d'une taille d'environ 100 mm. 

## Liste des espèces
Selon World Register of Marine Species (23 septembre 2024) :
- Chindongo ater (Stauffer, 1988)
- Chindongo bellicosus Li, Konings & Stauffer, 2016
- Chindongo cyaneus (Stauffer, 1988)
- Chindongo demasoni (Konings, 1994)
- Chindongo elongatus (Fryer, 1956)
- Chindongo flavus (Stauffer, 1988)
- Chindongo heteropictus (Staeck, 1980)
- Chindongo longior (Seegers, 1996)
- Chindongo minutus (Fryer, 1956)
- Chindongo saulosi (Konings, 1990)
- Chindongo socolofi (Johnson, 1974)

## Systématique
Le nom valide complet (avec auteur) de ce taxon est Chindongo Li (d), Konings & Stauffer, 2016,. Son espèce-type est Chingongo bellicosus, une nouvelle espèce décrite.

### Étymologie
Le nom générique, Chindongo, reprend le terme local désignant les petits poissons vivant dans les rochers. 

### Publication originale
- (en) Shan Li, Adrianus F. Konings et Jay R. Stauffer, Jr, « A Revision of the Pseudotropheus elongatus species group (Teleostei: Cichlidae) With Description of a New Genus and Seven New Species », Zootaxa, Magnolia Press (d), vol. 4168, no 2,‎ 15 septembre 2016, p. 353-381 (ISSN 1175-5334 et 1175-5326, OCLC 49030618, PMID 27701342, DOI 10.11646/ZOOTAXA.4168.2.9, lire en ligne).